# Above The Noise
Above the Noise – piąty studyjny album brytyjskiego zespołu McFly. Został wydany 15 listopada 2010 roku, jednak abonenci strony Super City (McFly.com) mogli go już ściągnąć w wersji elektronicznej dwa tygodnie przed premierą. Album uzyskał w Wielkiej Brytanii status złotej płyty.

## Utwory
1. End of the World (Tom Fletcher, Danny Jones, Dougie Poynter, Dallas Austin, Jeff Wayne)
2. Party Girl (Austin, Fletcher, Jones, Poynter)
3. iF U C Kate (Austin, JC Chasez)
4. Shine a Light (featuring Taio Cruz) (Fletcher, Jones, Cruz)
5. I'll Be Your Man (Fletcher, Jones, Austin)
6. Nowhere Left to Run (Fletcher, Jones, Poynter, Cruz)
7. I Need a Woman (Fletcher, Jones, Poynter)
8. That's the Truth (Austin, Fletcher, Jones, Harry Judd, Poynter)
9. Take Me There (Austin, Jones, Fletcher, Judd, Poynter)
10. This Song (Fletcher, Jones)
11. Foolish (Austin, Naz Tokio, Fletcher, Jones)